# L.N. Van Beusekom
L. N. Van Beusekom (17 agosto 1910 – 14 marzo 1951) è stato un calciatore indonesiano, di ruolo portiere.

## Carriera
Prese parte con la Nazionale delle Indie Orientali Olandesi ai Mondiali del 1938.